# (35310) 1997 AX1
1997 AX1 (asteroide 35310) é um asteroide da cintura principal. Possui uma excentricidade de 0.09702730 e uma inclinação de 16.03155º.
Este asteroide foi descoberto no dia 3 de janeiro de 1997 por Takao Kobayashi em Oizumi.